# 毛梗顶冰花
毛梗顶冰花（学名：Gagea albertii）为百合科顶冰花属下的一个种。

## 扩展阅读
- 維基物種上的相關：毛梗顶冰花